# Oltregiuba italiano
La Commissariato Generale dell'Oltregiuba, semplicemente noto come Oltregiuba italiano, fu una colonia italiana annessa nel 1925. Nel 1926 la colonia fu incorporata nella Somalia italiana, e riorganizzata nel Commissariato del Basso Giuba.

## Storia

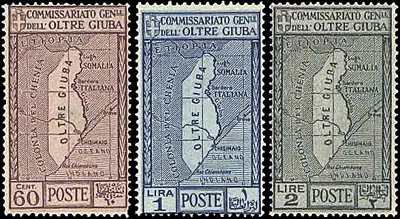
Francobolli dell'Oltregiuba italiano

### La cessione inglese
Il 15 luglio 1924 i rappresentanti del Regno Unito e del Regno d'Italia si incontrarono a Londra per firmare un protocollo che assegnava all'Italia il territorio dell'Oltregiuba, ratificato con decreto legge il mese seguente. Il governo Mussolini decise quindi di istituire nel territorio un commissariato generale autonomo assegnato all'alto commissario Corrado Zoli. La convenzione fu ratificata dagli inglesi il 10 maggio 1925 e il 29 giugno gli italiani entrarono nel territorio.

### La riorganizzazione della colonia
In pochi giorni il corpo di spedizione coloniale composto da circa 2000 uomini prese il controllo del territorio Il territorio fu poi riorganizzato a livello amministrativo per renderlo coerente con la legislazione vigente nella Somalia italiana, a cui poi fu annesso il 30 giugno 1926.

## Amministrazione

### Residenze
Il territorio della Oltregiuba italiano il 15 settembre 1925 fu suddiviso nelle seguenti residenze:
- Residenza del Nord (capoluogo Serenli)
- Residenza del Centro (capoluogo Afmadù)
- Residenza del Sud (capoluogo Chisimaio)

### Alto Commissario dell'Oltregiuba
- Corrado Zoli (16 luglio 1924 – 31 dicembre 1926)